# Успенский собор (Белая Криница)
Успенский собор (укр. Успенський собор) — старообрядческий православный храм в селе Белая Криница Черновицкой области, бывший главный храм (кафедральный собор) Белокриницкой старообрядческой митрополии. Построен в 1908 году по проекту архитектора В. И. Клика (по другим данным, автором храма является московский архитектор Александр Кузнецов). Несмотря на то, что в настоящее время местом проживания и служения главы Белокриницкой старообрядческой митрополии является город Браила (Румыния), он, как и раньше, носит титул «архиепископа Белокриницкого».
В Успенском соборе проходили два всемирных собора Русской православной старообрядческой церкви: в 1996 и 2006 годах.

## История

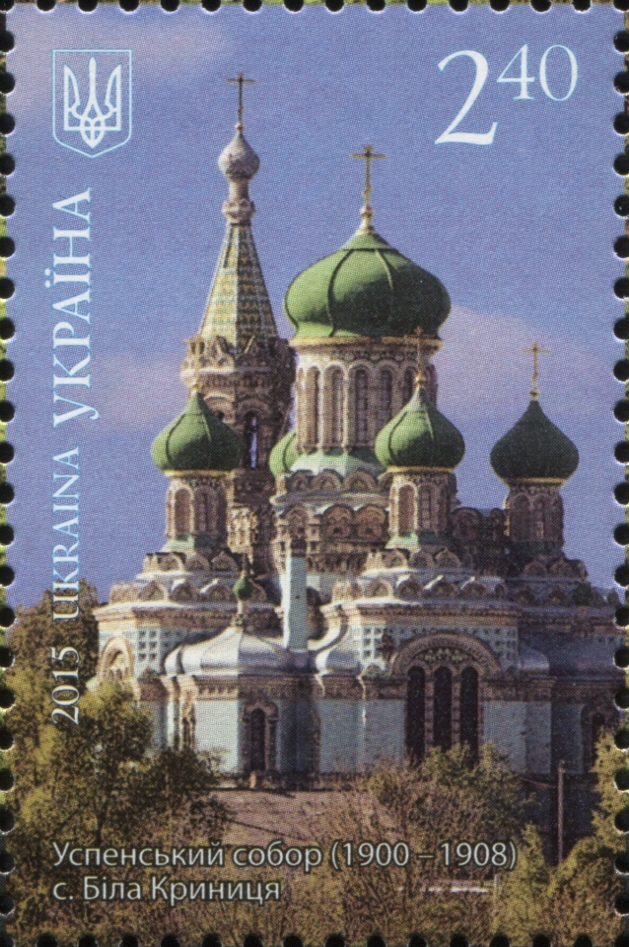
Успенский собор на почтовой марке Украины. 2015 г.

Пятикупольный храм построен в Белой Кринице (в то время в составе Австро-Венгрии) на средства московских купцов — супруги Глеба и Ольги Овсянниковых. Глеб Овсянников таким образом решил увековечить память о рано умершем сыне. Руководили строительством московские инженеры Кузнецов и подрядчик Тряпкин под руководством венского архитектора. Материалы для храма, а также позолоченные кресты и деревянный резной иконостас были привезены из Москвы. Иконы писали живописцы Москвы, Владимира и Палеха.
При строительстве использовался целостный камень. Снаружи собор отделан кирпичом, одна сторона которого покрыта голубой глазурью. Искусно подобраны оттенки глазури. Все металлические детали — литые или кованые, привезённые из России. Деревянный иконостас привезли из Владимира и Палеха. Возле собора расположена Космодемьянская (Чудотворская) церковь XVIII—XIX веков, старинной украинской деревянной архитектуры.
Храм крестовый в плане, имеет три нефа и три алтарных апсиды. Над главным входом возвышается четырёхъярусная колокольня с шатровым завершением, покрытым цветной черепицей. Памятник является воплощением неорусского стиля модерн. Архитектурный образ создан благодаря использованию элементов русского зодчества: бус, поребриков, кокошников и др.
В настоящее время в соборе начаты ремонтно-восстановительные работы, ведется роспись стен в алтаре. Из-за нехватки средств работы продвигаются медленно.
Козьмодемьянская церковь построена в XIX веке и также требует проведения реставрационных работ. Уникальные памятники национального значения Успенский собор старообрядцев и Космодемьянская церковь сообществом старообрядцев считаются святынями мирового масштаба.
В советское время в подвалах собора хранили пшеницу.
Постановлением Совета Министров УССР в 1978 году Успенский собор признан памятником архитектуры и взят под охрану государства.
В 2001 году Свято-Успенский собор был передан властями Белокриницкому монастырю, в пользовании которого он сейчас находится.
В настоящее время храму требуется проведение реставрационных работ.